# Эль-Боске (Чьяпас)
Эль-Боске́ (исп. El Bosque) — посёлок в Мексике, штат Чьяпас, входит в состав одноимённого муниципалитета и является его административным центром. Численность населения, по данным переписи 2020 года, составила 5833 человека.

## Общие сведения
Название El Bosque в переводе с испанского языка — лес.
Поселение было основано переселенцами из деревни Мукен в 1712 году после восстания коренных народов. Они назвали его Сан-Хуан-Баутиста.
13 февраля 1934 года поселение получило статус посёлка и современное название.